# Liste der Baudenkmäler in Amorbach
Auf dieser Seite sind die Baudenkmäler in der unterfränkischen Stadt Amorbach zusammengestellt. Diese Tabelle ist eine Teilliste der Liste der Baudenkmäler in Bayern. Grundlage ist die Bayerische Denkmalliste, die auf Basis des Bayerischen Denkmalschutzgesetzes vom 1. Oktober 1973 erstmals erstellt wurde und seither durch das Bayerische Landesamt für Denkmalpflege geführt wird. Die folgenden Angaben ersetzen nicht die rechtsverbindliche Auskunft der Denkmalschutzbehörde.
 Diese Liste gibt den Fortschreibungsstand vom 17. April 2020 wieder und enthält 110 Baudenkmäler.

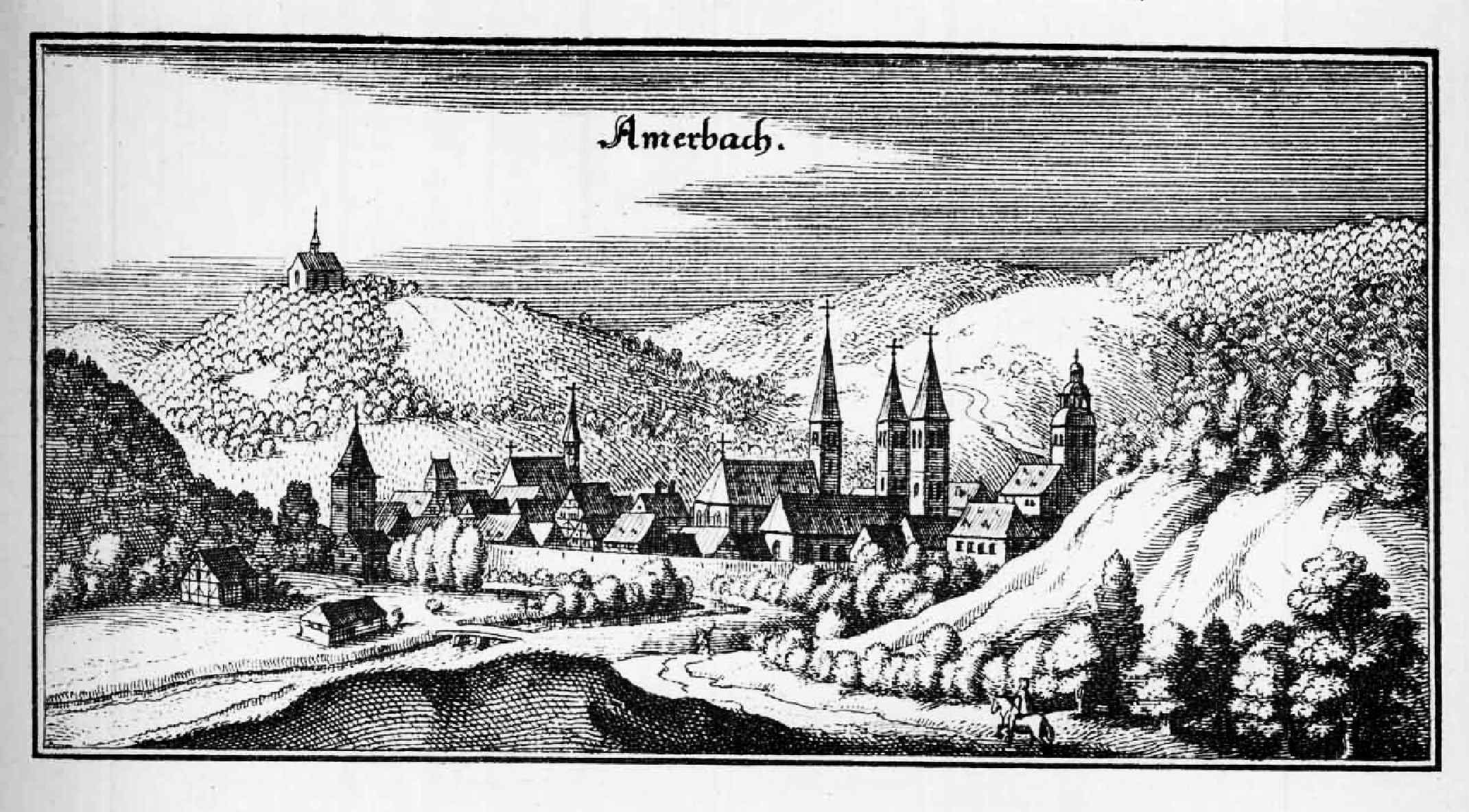
Merian: Ansicht von Amorbach

In dieser Kartenansicht sind Baudenkmäler ohne Koordinaten mit einem roten bzw. orangen Marker dargestellt und können in der Karte gesetzt werden. Baudenkmäler ohne Bild sind mit einem blauen bzw. roten Marker gekennzeichnet, Baudenkmäler mit Bild mit einem grünen bzw. orangen Marker.

## Ensemble Altstadt Amorbach
Das Ensemble umfasst den Kernbereich der am Rande des Odenwaldes eindrucksvoll im Talgrund der Mud gelegenen Stadt Amorbach. Die Entfaltung der Siedlung ist mit der Entstehung des bedeutenden Benediktinerklosters im 8. Jahrhundert an der Kreuzung zweier alter Straßen eng verbunden.

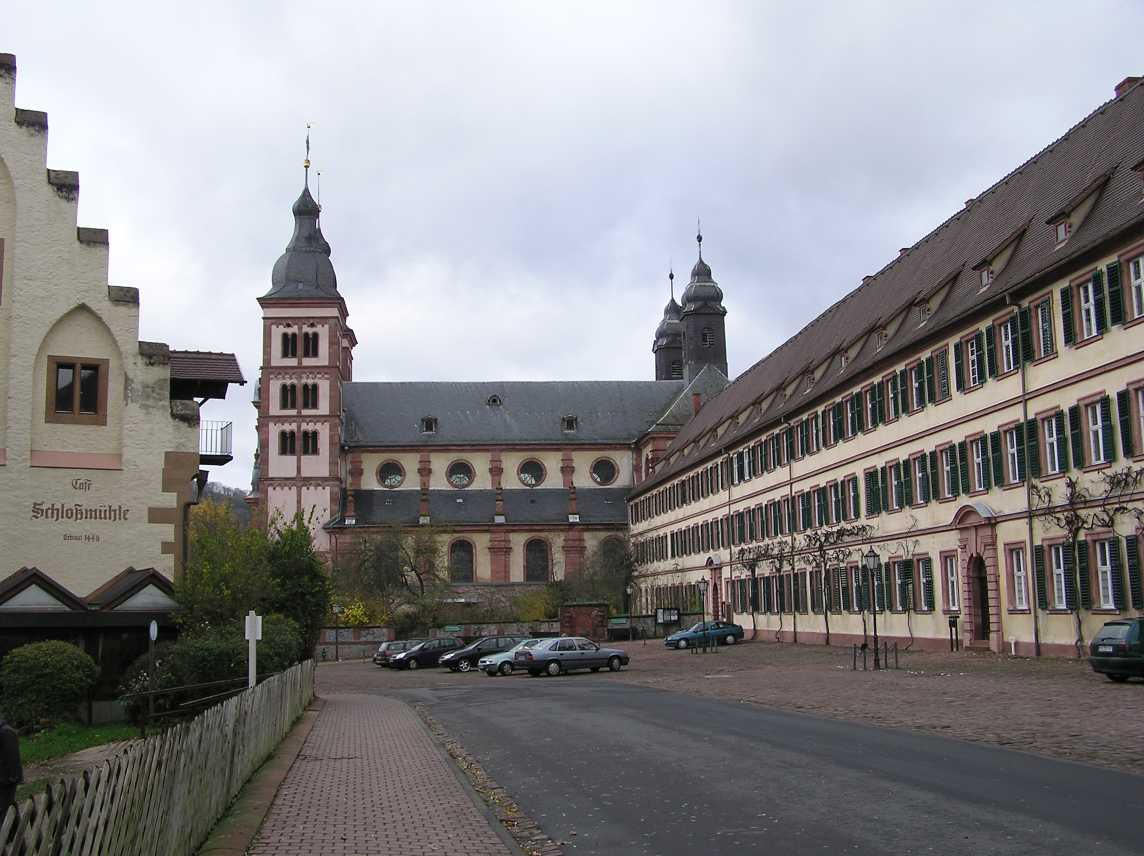
Amorbach, Klosteranlage

Nördlich der ausgedehnten Klosteranlage, die im Spätbarock weitgehend neugestaltet wurde, entwickelte sich zunächst die Obere Stadt, die unter dem Schirmvogt des Klosters, Konrad von Dürn, 1253 Stadtrecht erhielt. Sie wurde im 14. Jahrhundert mit Wall und Graben, im 15. mit einer Mauer befestigt. Reste dieser Anlagen sind vor allem nördlich der Schenk- und der Kellereigasse erhalten geblieben und bilden dort die Ensemble-Begrenzung, oder sie zeichnen sich noch in der Führung von Straßen ab, wie am Geisgraben.
Die Stadt, die seit 1272 unter der Herrschaft des Erzstifts Mainz stand, entfaltete im 15. Jahrhundert eine reiche Bautätigkeit. Das Rathaus am Marktplatz und das ehemalige Kaufhaus (Am Stadttor 5) manifestieren das Selbstverständnis der bürgerlichen Stadt, die am Ende der Pfarrgasse, am Eingang zur Löhrstraße und am Übergang in den Klosterbezirk beim Freihof durch je ein Tor abgeschlossen war. Durch die Teilnahme am Bauernkrieg verlor die Stadt 1528 allerdings ihre Selbstverwaltung. Auch das Wirken der kurmainzischen Oberamtsverwaltung in dieser Epoche ist mit den stattlichen spätgotischen Bauten der Amtskellerei und der Zehentscheune in der Kellereigasse noch anschaulich.
Südlich der Oberen Stadt und des im Mittelalter gleichfalls befestigten Klosterbezirks entstand im Spätmittelalter die Untere Stadt in großräumiger, planmäßiger Ausdehnung. Ihre beiden Hauptachsen, Löhrstraße und Abteigasse, schieben sich südwärts bis an den Mudfluss vor und sind unmittelbar vor der Abtei durch die Schmiedsgasse verbunden. Zwischen ihnen dehnen sich Gartenbereiche aus, die wesentlich zum Gepräge der Stadt gehören. Das 18. Jahrhundert brachte – initiiert durch die Tausendjahrfeier der Klostergründung – die großartige barocke Neugestaltung der Abtei, die 1742 mit dem Neubau der Stiftskirche durch Maximilian von Welsch begann, mit der Weihe von 1747 einen ersten Höhepunkt fand und sich mit der großzügigen Um- und Neuformung der Stiftsgebäude bis unmittelbar an den Zeitpunkt der Säkularisation hin fortsetzte.
Das Fürstliche Haus Leiningen, das 1803 nach dem Hauptschluss der außerordentlichen Reichsdeputation in den Besitz der Anlage gelangte, bereicherte die zur Barockresidenz angewachsene Abtei im frühen 19. Jahrhundert um den Seegarten, einen Englischen Park, der zum Ensemble gehört und nach Süden in die offene Odenwaldlandschaft übergeht, sowie um einige klassizistische Bauten wie den Marstall und den Bauhof. In Konkurrenz zu dieser geistlichen Bautätigkeit wurde auch die Obere Stadt unter der mainzischen Oberamtsverwaltung im 18. Jahrhundert barock ausgebaut. Die beherrschenden Bauten sind das 1727 vollendete Oberamtshaus am nördlichen Ende des Marktplatzes, seit 1803 Fürstliches Palais, und daneben die katholische Pfarrkirche, 1754 vollendet und hat mit ihrer barocken Doppelturmfassade den gleichen städtebaulichen Rang wie die doppeltürmige Stiftskirche.

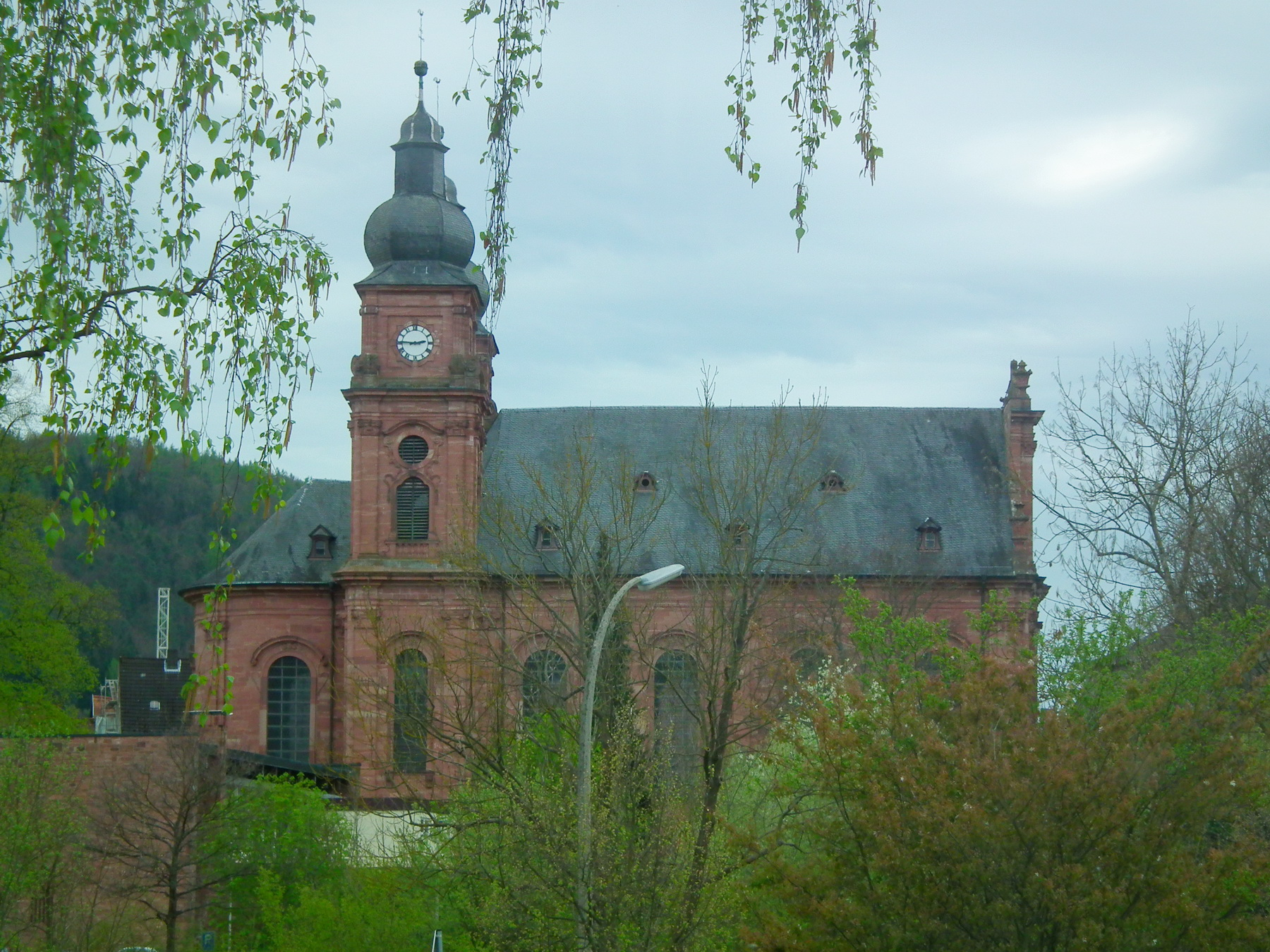
Pfarrkirche St Gangolf

In den einzelnen Plätzen und Straßen herrscht geschlossene zweigeschossige Bebauung vor. Der Marktplatz wird von auch dreigeschossigen Halbwalm- oder Walmdachhäusern bestimmt, meist aus dem 17. bis frühen 19. Jahrhundert. In der Pfarrgasse stehen an der Südseite Traufhäuser des 18./19. Jahrhunderts, an der Nordseite meist Fachwerkgiebelhäuser des 16./17. Jahrhunderts. Die Schenkgasse, ein schmaler Straßenzug von kleinbürgerlichem Charakter mit ein- und zweigeschossigen Trauf- und Giebelhäusern meist des 16. bis 18. Jahrhunderts zeichnet sich auch durch ihre Pflasterung, durch Vortreppen und Kellerluken aus; die anschließende Bahnhofstraße ist vorwiegend mit Fachwerkhäusern des 17./18. Jahrhunderts bebaut. Die kurzen Straßenzüge Am Stadttor, Geisgraben, Johannesturmstraße mit geschlossener bürgerlicher Bebauung meist des 16./18. Jahrhunderts vermitteln von der Oberen zur Unteren Stadt bzw. zur Abtei, dazwischen stehen die großen klassizistischen Baukörper des Badischen Hofes und des als Kaufhaus errichteten Gebäudes von Peter Speeth, beide von 1805.
In der Unteren Stadt weist die westliche Seite der Schmiedsgasse fast einheitlich Halbwalmdachhäuser des 18. und frühen 19. Jahrhunderts auf, die Löhrstraße meist Giebelhäuser des 17./18. Jahrhunderts, vielfach als Geschäftshäuser umgebaut. In der Abteigasse stehen zwei- und dreigeschossige ackerbürgerliche Traufseithäuser meist des 18. bis frühen 19. Jahrhunderts. In der Umgebung des Ensembles, insgesamt eine kleine barocke Residenzstadt, deren Silhouette sich durch die beiden Turmpaare ihrer Kirchen und den Rotsandstein ihrer Monumentalbauten auszeichnet, sind die Blickbeziehungen zwischen der Stadt und dem Gotthardsberg mit seiner romanischen Kirchenruine, zwischen der Stadt und dem Wolkmanns-Berg, jenseits der Mud, zwischen Schloßplatz, Seegarten und dem südwestlich angrenzenden Wiesen- und Waldgebiet und zwischen der Stadt und dem Ort Schneeberg von  Bedeutung.
Umgrenzung: Am Oberen Tor 13 (Bereich des ehemaligen Stadtgrabens), Schenkgasse 2, 4, 6, 8, 10, 12, 14, 16, 18, 20 (jeweils Nordgrenze der Grundstücke), Bahnhofstraße 12, Schüttstraße 1, Katholische Pfarrkirche (Westseite des ehemaligen Friedhofs), Marktplatz 12 (Parkgrenze Nord und West), Marktplatz 11, 10, 9, 8, 7, 5, Am Stadttor 2, 4, Löhrstraße 4/6, 8, 12, 14, 16, 18/20, 22, 24, 26, 28/30, 32, 34, 36, 48, Fischergäßchen 1, Steinerne Brücke 1, 3, 5, 7, 9, Steinerne Gasse 2, Löhrstraße 55, 53, 51, 49, 47/45, 43, 31/29, 27, 25/23, 11, 7, 5, 3, 1, Schmiedsgasse 2, 4, 6, 8, 14, 16, 18, 20, 22, 24, 26, 28, 30, 46, 48/50, Abteigasse 2–42 (jeweils gerade Hausnummern), 29–1 (jeweils ungerade Hausnummer), Hintere Gasse 2, Schloßplatz 2, 4, Seegartenanalage, Sandstraße 1 (Südgrenze), Konventstraße, Am Oberen Tor.
Aktennummer: E-6-76-112-1.

## Stadtbefestigung Amorbach
| Lage                                        | Objekt           | Beschreibung                                                           | Akten-Nr.               | Bild |
| ------------------------------------------- | ---------------- | ---------------------------------------------------------------------- | ----------------------- | ---- |
| Kellereigasse 4; Kellereigasse 6 (Standort) | Stadtbefestigung | Reste der Mauer mit Schalenturm und Graben, Sandstein, mittelalterlich | D-6-76-112-122 Wikidata | BW   |
| Am Stadttor 4; im Hof (Standort)            | Stadtmauer       | Rest mit Narrenkopfrelief, 1497                                        | D-6-76-112-6 Wikidata   | BW   |

## Baudenkmäler nach Ortsteilen

### Amorbach
| Lage | Objekt                                                          | Beschreibung | Akten-Nr.                         | Bild                   |
| --- | --------------------------------------------------------------- | --- | --------------------------------- | ---------------------- |
| Abteigasse 8 (Standort)                                                                                   | Fragment eines Reliefs                                          | Sogenannter Heiliger Amor, Sandstein, 17. Jahrhundert; in Hauswand eingelassen | D-6-76-112-1 Wikidata             | Fragment eines Reliefs |
| Abteigasse 17 (Standort)                                                                                  | Hausfigur                                                       | St. Sebastian, barock, 18. Jahrhundert | D-6-76-112-2 Wikidata             | weitere Bilder         |
| Abteigasse 40 (Standort)                                                                                  | Hausfigur                                                       | Pietà, farbig bemalt, wohl 18. Jahrhundert | D-6-76-112-3 Wikidata             | Hausfigur              |
| Am Bahnhof 1 (Standort)                                                                                   | Bahnhof                                                         | Empfangsgebäude, zweigeschossiger Walmdachbau mit Kniestock und Zwerchhausrisalit mit Flachsatteldach, Sandsteinquader, spätklassizistisch, 1880 | D-6-76-112-108 Wikidata           | weitere Bilder         |
| Am Bahnhof 1 (Standort)                                                                                   | Bahnhof                                                         | Stellwerkanbau, schmaler eingeschossiger Satteldachbau mit Sandsteinsockel, Fachwerk verbrettert, 1937; mit technischer Ausstattung | D-6-76-112-108 zugehörig Wikidata | weitere Bilder         |
| Amorsbrunner Straße 2 a; Nähe Amorsbrunner Straße; Am Mittler'n Floß; Otterbach; In Amorsbrunn (Standort) | Stationsweg der Sieben Schmerzen Mariens                        | Fünf Wegkapellen, kleine giebelständige verputzte Satteldachbauten mit Rundbogenöffnung, 18. Jahrhundert, Holzreliefs von 1909 | D-6-76-112-5 Wikidata             | BW                     |
| Amorsbrunner Straße 2 a; Nähe Amorsbrunner Straße; Am Mittler'n Floß; Otterbach; In Amorsbrunn (Standort) | Kreuzigungsgruppe des Stationswegs der Sieben Schmerzen Mariens | Dreiteiliger Sandsteinsockel mit Kruzifix und Assistenzfiguren aus Kalkstein, bezeichnet „1862“ | D-6-76-112-5 zugehörig Wikidata   | BW                     |
| Amorsbrunner Straße 2 a; Nähe Amorsbrunner Straße; Am Mittler'n Floß; Otterbach; In Amorsbrunn (Standort) | Pietà des Stationswegs der Sieben Schmerzen Mariens             | Kalkstein, um 1860 | D-6-76-112-5 zugehörig Wikidata   | BW                     |
| Marktplatz 4 (Standort)                                                                                   | Gasthaus                                                        | Zweigeschossiger Walmdachbau auf trapezförmigem Grundriss mit verputztem Fachwerkobergeschoss, 18. Jahrhundert, im 19. Jahrhundert erneuert | D-6-76-112-40 Wikidata            | weitere Bilder         |
| Am Stadttor 1 (Standort)                                                                                  | Anbau                                                           | Südlich anschließender zweigeschossiger Halbwalmdachbau mit verschiefertem Giebel, Heimatstil, um 1930 | D-6-76-112-40 Wikidata            | weitere Bilder         |
| Am Stadttor 4 (Standort)                                                                                  | Hotel Badischer Hof                                             | Zweiteiliger dreigeschossiger Satteldachbau, Erdgeschoss mit Putzquaderung und korbbogiger Durchfahrt, verputzte Fachwerkobergeschosse, klassizistisch, 1805 | D-6-76-112-6 Wikidata             | weitere Bilder         |
| Am Stadttor 4 (Standort)                                                                                  | Hotel Badischer Hof                                             | Rückgebäude | D-6-76-112-6 Wikidata             | BW                     |
| Am Stadttor 4, im Hof (Standort)                                                                          | Rest der Stadtmauer                                             | mit Narrenkopfrelief, 1497 | D-6-76-112-6 Wikidata             | BW                     |
| Am Stadttor 5 (Standort)                                                                                  | Stadthaus, später mainzische Kanzlei                            | Dreigeschossiger Bau in Ecklage mit verputzten vorkragenden Fachwerkobergeschossen, Kielbogenportal, Rundbogenfries mit Mainzer Wappen bzw. wappentragendem Engel, zweites Obergeschoss teilweise verschiefert, bezeichnet mit „1475“ | D-6-76-112-7 Wikidata             | weitere Bilder         |
| Bädersweg 3 (Standort)                                                                                    | Sogenanntes Templerhaus, wohl ehemals ritterlicher Amtssitz     | Ursprünglich freistehender turmartiger Walmdachbau mit zweigeschossigem massivem Unterbau und über Bügen vorkragendem zweigeschossigem Oberbau in Ständerbauweise, 1290 (dendrochronologisch datiert), 1434 (dendrochronologisch datiert) umgebaut, Kellerbogen bezeichnet mit „1617“, eingeschossiger Satteldachanbau mit hohem Kellersockel, 18. Jahrhundert | D-6-76-112-8 Wikidata             | weitere Bilder         |
| Bahnhofstraße 4, 6 (Standort)                                                                             | Wohnhaus                                                        | Traufständiger zweigeschossiger Satteldachbau mit Zwerchhaus, Erdgeschoss mit Werksteinrahmungen, vorkragendes Obergeschoss mit Zierfachwerk, 16. Jahrhundert | D-6-76-112-11 Wikidata            | Wohnhaus               |
| Bahnhofstraße 5 (Standort)                                                                                | Wohnhaus                                                        | Traufständiger zweigeschossiger Fachwerkbau mit Satteldach, zum Teil verputzt, 18. Jahrhundert | D-6-76-112-10 Wikidata            | Wohnhaus               |
| Boxbrunner Straße 17 (Standort)                                                                           | Ehemaliges Stadtschreiberhaus                                   | Giebelständiger eingeschossiger verputzter Fachwerkbau mit Satteldach und hohem Kellersockel, Kellertor bezeichnet „1577“, zweigeschossiger Anbau, verputztes Fachwerk, 19. Jahrhundert | D-6-76-112-12 Wikidata            | BW                     |
| Nähe Schneeberger Straße (Standort)                                                                       | Mariensäule                                                     | Bildstock, Inschrift-Pfeiler mit Reliefaufsatz (Kopie) Anbetuung der heiligen drei Könige, an den Seiten heiliger Benedikt und Ordensheiliger, Sandstein, bezeichnet mit 1639 | D-6-76-112-70 Wikidata            | BW                     |
| Debonstraße 6 (Standort)                                                                                  | Villa                                                           | eineinhalbgeschossiger schiefergedeckter Mansardwalmdachbau mit zweigeschossigem Risalit mit Ziergiebel und Balkon mit Gusseisenbrüstung, gelber Backstein mit Werksteingliederungen, neugotisch, um 1900 | D-6-76-112-13 Wikidata            | Villa                  |
| Freihof 2 (Standort)                                                                                      | Wohnhaus                                                        | Ehemaliges Bereiterhaus, zweigeschossiger Walmdachbau, Bruchstein mit Werksteinrahmungen, im Kern 18. Jahrhundert | D-6-76-112-14 Wikidata            | Wohnhaus               |
| Freihof 3 (Standort)                                                                                      | Marstall                                                        | Vierflügelanlage, östlich zweigeschossiger Walmdachbau mit Zwerchhaus, über der Durchfahrt großes Lunettenfenster; anschließend zwei schlichte eingeschossige Flügelbauten mit Satteldach Westlich breiterer Walmdachbau mit Durchfahrt im Mittelrisalit, hohes Erdgeschoss mit Blendbögen, Halbgeschoss und Mezzanin mit Lunettenfenstern, Werksteingliederungen Anschließend zwei zweigeschossige Flügel mit Walmdächern und Zwerchhäusern, klassizistisch, 1818                                  | D-6-76-112-15 Wikidata            | weitere Bilder         |
| Freihof 4-4a-4b (Standort)                                                                                | Freihof                                                         | Freistehender zweigeschossiger Mansardwalmdachbau, Sandsteinquader mit Werksteingliederung, 1776/77 von Christian Wolf Zweigeschossiger Anbau mit Walmdach, 19./20. Jahrhundert | D-6-76-112-16 Wikidata            | Freihof                |
| Friedhofstraße 1 (Standort)                                                                               | Friedhofsmauer                                                  | 19. Jahrhundert mit eingelassenem Bildstockaufsatz mit Kruzifix und Cherubim, Sandstein, um 1700 und schmiedeeisernem Friedhofstor mit Pilastern und seitlichen Pforten, neubarock, um 1900 | D-6-76-112-72 Wikidata            | BW                     |
| Friedhofstraße 1 (Standort)                                                                               | Grabmale im Friedhof                                            | Zumeist Sandstein, 19. Jahrhundert, darunter das von Polyxena und Friedrich Wagner, Tumba, Sandstein, bezeichnet mit „1848“ | D-6-76-112-72 zugehörig Wikidata  | BW                     |
| Friedhofstraße 1 (Standort)                                                                               | Friedhofskreuz                                                  | Inschriftsockel mit Kruzifix, Sandstein, bezeichnet mit „1852“ | D-6-76-112-72 zugehörig Wikidata  | BW                     |
| Geisgraben 2 (Standort)                                                                                   | Wohnhaus                                                        | Zweigeschossiges verputztes Fachwerkhaus mit Satteldach und rundbogigem Kellerzugang, 16./17. Jahrhundert | D-6-76-112-17 Wikidata            | weitere Bilder         |
| Geisgraben 4 (Standort)                                                                                   | Wohnhaus                                                        | Zweigeschossiges verputztes Fachwerkhaus mit Satteldach in Ecklage, 16./17. Jahrhundert, Ladeneinbau 19./20. Jahrhundert | D-6-76-112-18 Wikidata            | weitere Bilder         |
| Geisgraben 8 (Standort)                                                                                   | Wohn- und Geschäftshaus                                         | Zweigeschossiges verputztes Fachwerkhaus mit verschiefertem Halbwalmdach in Ecklage, Erdgeschoss verändert, 17./18. Jahrhundert | D-6-76-112-19 Wikidata            | weitere Bilder         |
| Hintere Gasse 2 (Standort)                                                                                | Wohnhaus                                                        | Fachwerkbau, 17. Jahrhundert | D-6-76-112-20 Wikidata            | Wohnhaus               |
| Hintere Gasse 16 (Standort)                                                                               | Wohnhaus                                                        | Giebelständiger zweigeschossiger Satteldachbau mit Zierfachwerkobergeschoss, bezeichnet mit „1584“, Erdgeschoss verändert | D-6-76-112-21 Wikidata            | Wohnhaus               |
| Johannisturmstraße 1 (Standort)                                                                           | Gasthaus Stern                                                  | Zweigeschossiger zweiflügeliger Bau in Ecklage, Satteldächer an der Ecke in Walm übergehend, Zierfachwerkobergeschoss, 17. Jahrhundert, massives Erdgeschoss mit Sandsteinkanten und -rahmungen sowie klassizistischer Flügeltür, erste Hälfte 19. Jahrhundert | D-6-76-112-23 Wikidata            | weitere Bilder         |
| Johannisturmstraße 4 (Standort)                                                                           | Wohnhaus                                                        | Giebelständiger Satteldachbau mit verputztem Fachwerkobergeschoss und Zierfachwerkgiebel mit vorkragendem Spitzgiebelgeschoss, bezeichnet „1576“, Erdgeschoss verändert | D-6-76-112-24 Wikidata            | weitere Bilder         |
| Johannisturmstraße 5 (Standort)                                                                           | Wohnhaus                                                        | Traufständiger zweigeschossiger Mansarddachbau mit Halbwalm an den Giebeln, Putzfassade mit Werksteinkanten, hohes Kellergeschoss mit zweiläufiger Freitreppe, 1767, Erdgeschoss verändert | D-6-76-112-25 Wikidata            | weitere Bilder         |
| Johannisturmstraße 10 (Standort)                                                                          | Ehemaliges Kaufhaus                                             | Über rustiziertem hohem Kellersockel hoher dreigeschossiger Zweiflügelbau mit weit vorstehendem Walmdach in Ecklage, große Putzflächen mit charakteristischen Rundbogengliederungen aus Sandstein und großer Bogennische im Erdgeschoss, erstes Obergeschoss durch hohe gleichförmige Fenster und Bedachungen als bel étage erkennbar, zweites Obergeschoss mit Fensterfolge in gleicher Reihung aber deutlich kleiner und schlichter, Klassizismus-/Revolutionsarchitektur, 1805, von Peter Speeth | D-6-76-112-26 Wikidata            | weitere Bilder         |

Ehemalige mainzische Amtskellerei
- Kellereigasse 6 (Lage): Amtshaus, 1848–1931 Landgericht, 1932–1997 Heimatmuseum, freistehender zweigeschossiger Satteldachbau mit quer dazu stehendem kurzem Seitenflügel und polygonalem Treppenturm mit Fachwerkobergeschoss vor dem West- sowie zweigeschossigen Standerker mit verschiefertem Walmdach vor dem Ostgiebel, Putzfassade mit Werksteinkanten und -rahmungen, spätgotisch, bezeichnet „1483“, „1487“; mit Ausstattung
- Kellereigasse 4 (Lage): Zehntscheuer, 1988 Umbau zur Kleinkunstbühne, freistehender traufständiger eingeschossiger Satteldachbau mit Treppengiebeln, verputzte Fassade mit Werksteinrahmungen, spätgotisch, 1485 von Peter Kraft
- Kellereigasse 12 (Lage): ehemaliges Fürstlich-Leiningensches Rentamt, zweigeschossiger Satteldachbau mit einseitigem Krüppelwalm und Zwerchhaus auf L-förmigem Grundriss, Erdgeschoss verputzt mit Werksteinrahmungen, teilweise vorkragendes verschindeltes Fachwerkobergeschoss, erstes Drittel 19. Jahrhundert, wohl mit älterem Kern
- Kellereigasse 2 (Lage): eingeschossiger verputzter Bau über polygonalem Grundriss
- Kellereigasse (Lage): Hofeinfriedung, Mauer mit rundbogiger Einfahrt, 18./19. Jahrhundert, teilweise an Stadtmauer angelehnt
- einzelne Ausstellungsstücke aus der Zeit der Museumsnutzung

Aktennummer: D-6-76-112-27
- Amtshaus
- Waschhaus

| Lage                                                               | Objekt                                                                                             | Beschreibung | Akten-Nr.               | Bild                                                                                               |
| ------------------------------------------------------------------ | -------------------------------------------------------------------------------------------------- | --- | ----------------------- | -------------------------------------------------------------------------------------------------- |
| Kirchplatz 1 (Standort)                                            | Katholische Pfarrkirche St. Gangolf                                                                | Dreischiffige Hallenkirche mit eingezogenem rund schließendem Chor und seitlichen Chortürmen, verschiefertes Satteldach mit Dachhäuschen, die Türme mit verschieferten Zwiebelhauben und ebenfalls verschieferten Glockendach-Laternen, westlicher Blendgiebel mit Figurennischen, Gliederung der Sandsteinquaderfassaden durch gestufte Pilaster, Gesimse und vielfältige Rahmungen, die beiden oberen Turmgeschosse durch weit auskragende Gesimse und Voluten an den Ecken stark bewegt, 1752–1754 von Alexander Jakob Schmitt; mit Ausstattung | D-6-76-112-29 Wikidata  | weitere Bilder                                                                                     |
| Kirchplatz 3 (Standort)                                            | Ehemalige Schule, jetzt katholische Pfarrhaus                                                      | An drei Seiten freistehender zweigeschossiger Bau über hohem Hangeschoss mit einseitig abgewalmtem Dach, Putzfassade mit Sandsteinrahmungen und betonten Kanten, Anfang 18. Jahrhundert | D-6-76-112-9 Wikidata   | weitere Bilder                                                                                     |
| Löhrstraße 3 (Standort)                                            | Hausmadonna                                                                                        | 18. Jahrhundert | D-6-76-112-30           | Hausmadonna                                                                                        |
| Löhrstraße 8, 10 (Standort)                                        | Wohnhaus                                                                                           | Doppelhaus, giebelständiger Satteldachbau mit teilweise verputztem Zierfachwerkobergeschoss, bezeichnet „1602“ | D-6-76-112-31 Wikidata  | weitere Bilder                                                                                     |
| Löhrstraße 16 (Standort)                                           | Wohnhaus                                                                                           | Zweigeschossiger Bau mit verputztem Fachwerkobergeschoss und Mansarddach mit Drittelwalm in Ecklage, Drittelwalmgiebel mit stark profilierten Gesimsen, Zwerchhaus an der Traufseite, im Kern 17. Jahrhundert, Erdgeschoss verändert | D-6-76-112-32 Wikidata  | weitere Bilder                                                                                     |

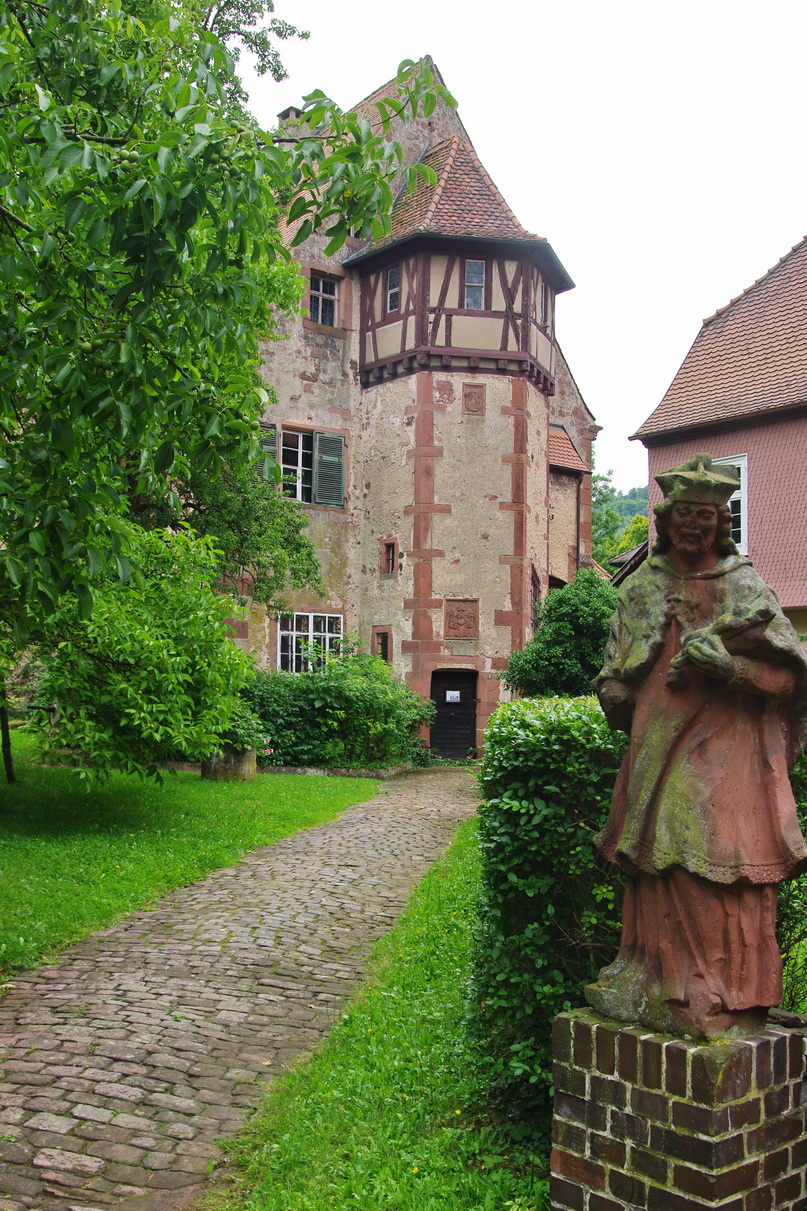
Amtshaus
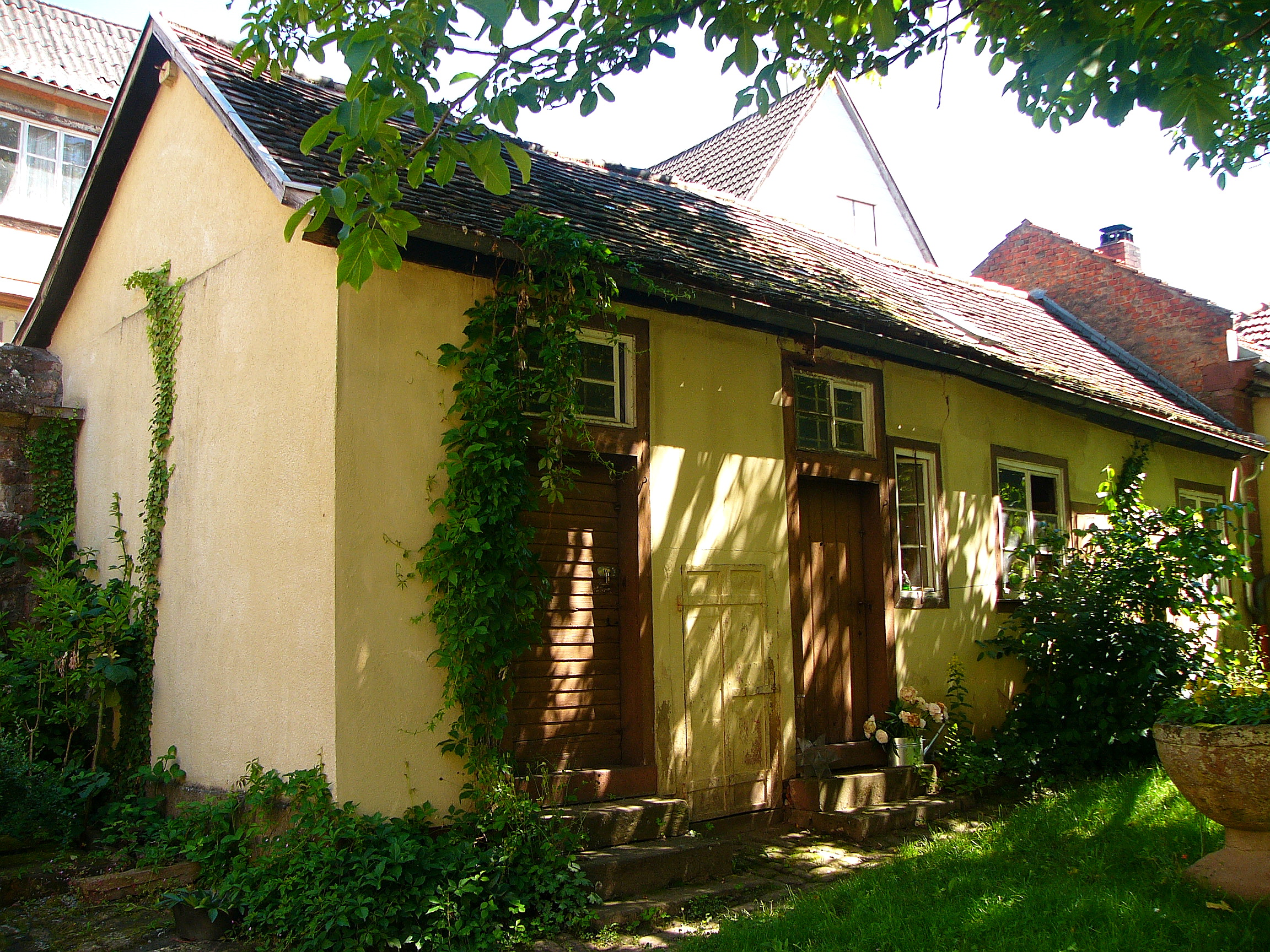
Waschhaus

| Löhrstraße 18, 20 (Standort)                                       | Wohnhaus                                                                                           | Doppelhaus, zweigeschossiger Satteldachbau mit vorkragendem verputztem Fachwerkobergeschoss in Ecklage, Zierfachwerk im Giebel freigelegt, bezeichnet „1585“ Rückwärtiger dreigeschossiger Satteldachbau mit massivem Erdgeschoss, zwei getrennten Sandstein-Eingängen für die beiden Wohnparteien des Vorderhauses und vorkragendem verputztem Fachwerkobergeschoss, erste Hälfte 19. Jahrhundert, im Kern möglicherweise älter, Aufstockung 19./20. Jahrhundert                                                                                  | D-6-76-112-33 Wikidata  | weitere Bilder                                                                                     |
| Löhrstraße 23, 25 (Standort)                                       | Wohn- und Geschäftshaus                                                                            | Doppelhaus, giebelständiger zweigeschossiger Satteldachbau mit vorkragendem und teilweise freigelegtem Zierfachwerkobergeschoss, bezeichnet „1593“, Erdgeschoss an der Traufgasse mit Rundbogenportal, Sandstein, 16. Jahrhundert und zur Straße Ladeneinbau, Sandstein, erste Drittel 20. Jahrhundert | D-6-76-112-34 Wikidata  | weitere Bilder                                                                                     |
| Löhrstraße 29, 31 (Standort)                                       | Wohn- und Geschäftshaus                                                                            | Doppelhaus, giebelständiger zweigeschossiger Satteldachbau mit teilweise freigelegtem Zierfachwerkobergeschoss, 1575/76 (dendrochronologisch datiert), Ladeneinbau, Sandstein, erste Hälfte 19. Jahrhundert | D-6-76-112-35 Wikidata  | weitere Bilder                                                                                     |
| Löhrstraße 32 (Standort)                                           | Hotel mit Mineralbad und Nebengebäuden                                                             | Hotel, traufständiger dreigeschossiger Satteldachbau mit verputzten Fachwerkobergeschossen auf u-förmigem Grundriss, sparsame Fassadengliederung, 18. Jahrhundert, zwei durch Aufstockung um 1800 zusammengefasste Gebäude | D-6-76-112-102 Wikidata | weitere Bilder                                                                                     |
| Löhrstraße 32 (Standort)                                           | Seitenflügel mit ehemaligem Mineralbad                                                             | Langgestreckter zweigeschossiger verputzter Satteldachbau mit ehemaligem Gusssäulen-Wandelgang im Erdgeschoss, Mitte 19. Jahrhundert | D-6-76-112-102 Wikidata | Seitenflügel mit ehemaligem Mineralbad                                                             |
| Löhrstraße 32 (Standort)                                           | Scheune                                                                                            | Zweigeschossiger Satteldachbau mit verputztem Fachwerkobergeschoss im Zwickel des umbauten Hofes, 19. Jahrhundert | D-6-76-112-102 Wikidata | BW                                                                                                 |
| Löhrstraße 32 (Standort)                                           | Stallbau                                                                                           | Den Hof abschließender eingeschossiger verputzter Satteldachbau, 19. Jahrhundert | D-6-76-112-102 Wikidata | Stallbau                                                                                           |
| Löhrstraße 45, 47 (Standort)                                       | Wohnhaus                                                                                           | Doppelhaus, giebelständiges zweigeschossiges Fachwerkhaus mit verputztem Fachwerkobergeschoss, 17. Jahrhundert, Erdgeschoss verändert | D-6-76-112-36 Wikidata  | weitere Bilder                                                                                     |
| Löhrstraße 48 (Standort)                                           | Wohnhaus                                                                                           | Freistehendes zweigeschossiges Fachwerkhaus mit einseitigem Halbwalmdach und seitlicher überbauter Toreinfahrt, um 1800 | D-6-76-112-37 Wikidata  | weitere Bilder                                                                                     |
| Löhrstraße 48 (Standort)                                           | Einfriedung, Gartenmauer zum Mudauufer                                                             | Mit dachförmiger Mauerkrone und Pfeilertür, Sandstein, 19. Jahrhundert | D-6-76-112-37 Wikidata  | weitere Bilder                                                                                     |
| Marktplatz (Standort)                                              | Mariensäule, Prozessionsaltar                                                                      | Mit aufstehender Volutensäule, Cherub und bekrönender freiplastischer Madonna mit Kind vor einer Strahlenmandorla, Sandstein und Eisen, teilweise vergoldet, 1675, zum Teil erneuert | D-6-76-112-38 Wikidata  | weitere Bilder                                                                                     |
| Marktplatz 1 (Standort)                                            | Rathaus                                                                                            | Giebelständiger zweigeschossiger Fachwerkbau mit verschiefertem Obergeschoss und Giebel, einseitiges Krüppelwalmdach und übereck konstruierter verschieferter Giebelreiter mit Zwiebelhaube zum Marktplatz, Erdgeschoss verputzt mit Sandsteingliederungen, über mittiger Freitreppe breites Kielbogenportal, 1479 (dendrochronologisch datiert); mit historischer Ausstattung | D-6-76-112-39 Wikidata  | weitere Bilder                                                                                     |
| Marktplatz 10 (Standort)                                           | Wohnhaus                                                                                           | Giebelständiger dreigeschossiger Fachwerkbau Erdgeschoss aus Sandsteinquadern mit genuteten Fugen, Obergeschosse verputzt, verputzter Giebel mit Halb- und Fußwalm, erstes Drittel 19. Jahrhundert, im Kern wohl älter | D-6-76-112-41 Wikidata  | weitere Bilder                                                                                     |
| Marktplatz 12 (Standort)                                           | Fürstlich Leiningisches Palais (Stadtschloss), Corps de Logis, ehemaliges mainzisches Oberamtshaus | Freistehender dreigeschossiger Mansardwalmdachbau, verputzter Bau mit Werksteingliederungen, zum Hof Mittelrisalith mit Portal und Säulenvorbau sowie wappengeschmücktem Dreieckstympanon, zum Garten Mittelrisalith mit Säulenaltan und wappengeschmücktem Rundgiebel, 1724–1727 von Anselm Franz von Groenesteyn | D-6-76-112-42 Wikidata  | Fürstlich Leiningisches Palais (Stadtschloss), Corps de Logis, ehemaliges mainzisches Oberamtshaus |
| Marktplatz 12 (Standort)                                           | Fürstlich Leiningisches Palais, Erweiterungsflügel                                                 | Auf unregelmäßigem Grundriss zumeist in Form von dreigeschossigen Putzbauten mit Werksteingliederungen und flachen verschieferten Walmdächern, Ende 18. Jahrhundert und Anfang 19. Jahrhundert durch Peter Speeth und Friedrich Brenner; mit Ausstattung | D-6-76-112-42 Wikidata  | Fürstlich Leiningisches Palais, Erweiterungsflügel                                                 |
| Marktplatz 12 (Standort)                                           | Fürstlich Leiningisches Palais, Palaisgarten mit Umfassungsmauer und zwei Toren                    | 1818/19, Verlauf durch Straßenverlegungen im 20. Jahrhundert mehrfach verändert | D-6-76-112-42 Wikidata  | Fürstlich Leiningisches Palais, Palaisgarten mit Umfassungsmauer und zwei Toren                    |
| Marktplatz 15 (Standort)                                           | Wohnhaus                                                                                           | Zweigeschossiges Fachwerkhaus in Ecklage, Zierfachwerk mit Vorkragung, Halbwalmdach mit verschieferten Dachhäuschen, 17. Jahrhundert, zweiläufige Freitreppe mit Balustrade vor hohem Kellersockel, Sandstein, 18. Jahrhundert | D-6-76-112-43 Wikidata  | weitere Bilder                                                                                     |
| Miltenberger Straße 4, 6 (Standort)                                | Wohnhaus                                                                                           | Doppelhaus, traufständiger dreigeschossiger Satteldachbau mit verputztem Fachwerkobergeschoss, vorgeblendete Quaderfassade im Erdgeschoss mit profilierten Rundbogenöffnungen, zurückhaltende Fensterrahmungen und -verdachungen in den Obergeschossen, klassizistisch, Anfang 19. Jahrhundert von Peter Speeth | D-6-76-112-44 Wikidata  | weitere Bilder                                                                                     |
| Miltenberger Straße 12 (Standort)                                  | Wohnhaus                                                                                           | Giebelständiger zweigeschossiger Halbwalmdachbau mit teilweise verputztem Zierfachwerkobergeschoss, bezeichnet „1624“, massiver Erdgeschossausbau mit klassizistischer Flügeltür sowie Giebelabwalmung, um 1800 | D-6-76-112-46 Wikidata  | weitere Bilder                                                                                     |
| Miltenberger Straße 35 (Standort)                                  | Wegkreuz, Kruzifix über Prozessionsaltar                                                           | Sandstein, bezeichnet „1858“ | D-6-76-112-47 Wikidata  | weitere Bilder                                                                                     |
| Mud (Standort)                                                     | St.-Nepomuk-Statue                                                                                 | Freiplastik des heiligen Johann Nepomuk, Sandstein farbig gefasst, barockzeitlich, 18. Jahrhundert, renoviert 2003 | D-6-76-112-75 Wikidata  | weitere Bilder                                                                                     |
| Nähe Schneeberger Straße (Standort)                                | Bildstock, Postament mit Inschrift und toskanischer Säule                                          | Sandstein, bezeichnet „1729“, bekrönende Freiplastik Pietà, wohl aus anderem Zusammenhang, Sandstein, 18. Jahrhundert | D-6-76-112-73 Wikidata  | Bildstock, Postament mit Inschrift und toskanischer Säule                                          |
| Nähe Schneeberger Straße (Standort)                                | Bildstock                                                                                          | Inschrift-Pfeiler mit Reliefaufsatz (Kopie) Anbetung der heiligen drei Könige, an den Seiten heiliger Benedikt und Ordensheiliger, Sandstein, bezeichnet „1639“ | D-6-76-112-69 Wikidata  | Bildstock                                                                                          |
| Oberes Tor 4; Oberes Tor 6 (Standort)                              | Ehemaliges Schulhaus                                                                               | Freistehender zweigeschossiger Walmdachbau mit Mezzaningeschoss und übergiebeltem Mittelrisalith, Sandsteinquader mit Werksteingliederungen, 1875 | D-6-76-112-4 Wikidata   | Ehemaliges Schulhaus                                                                               |
| Pfarrgasse 1 (Standort)                                            | Wohnhaus                                                                                           | Zweigeschossiges Satteldachhaus mit Fachwerkobergeschoss in Ecklage, hoher Kellersockel und spätmittelalterliches Fachwerkgefüge, Ende 15. Jahrhundert, Erdgeschoss verändert | D-6-76-112-49 Wikidata  | weitere Bilder                                                                                     |
| Pfarrgasse 2 (Standort)                                            | Wohnhaus                                                                                           | Giebelständiger zweigeschossiger Schopfwalmdachbau mit fränkischem Ern. Hoher Kellersockel mit Zugang unter zweiläufiger Freitreppe, Fachwerk und Sandsteinmauerwerk verputzt, bezeichnet „1686“ | D-6-76-112-105 Wikidata | weitere Bilder                                                                                     |
| Pfarrgasse 3 (Standort)                                            | Wohnhaus                                                                                           | Über massivem Hanggeschoss giebelständiges zweigeschossiges Zierfachwerkhaus mit übereck vorkragendem Obergeschoss und Krüppelwalmdach, an der Traufseite vermauerte Tür mit Kielbogensturz, 17. Jahrhundert | D-6-76-112-50 Wikidata  | weitere Bilder                                                                                     |
| Pfarrgasse 4 (Standort)                                            | Wohnhaus                                                                                           | Über hohem Kellergeschoss giebelständiger zweigeschossiger Halbwalmdachbau mit vorkragendem Zierfachwerkobergeschoss, Kellerbogen bezeichnet „1591“, Obergeschoss bezeichnet „1579“, Giebel 18./19. Jahrhundert | D-6-76-112-103 Wikidata | weitere Bilder                                                                                     |
| Pfarrgasse 5 (Standort)                                            | Wohnhaus                                                                                           | Über hohem Kellersockel zweigeschossiges Sandsteinhaus mit ziegelgedecktem Mansardwalmdach, schiefergedeckte und verkleidete Dachhäuschen, symmretrische Fassade aus unverputztem Sandstein mit reicher Werksteingliederung und mittiger zweiläufiger Freitreppe, über dem Portal Rokokosupraporte mit Relief Pietà, Mitte 18. Jahrhundert | D-6-76-112-51 Wikidata  | weitere Bilder                                                                                     |
| Pfarrgasse 6 (Standort)                                            | Ehemaliger Pfarrhof, Pfarrhaus                                                                     | Über hohem Kellergeschoss traufständiger zweigeschossiger Krüppelwalmdachbau, symmetrische verputzte Fassade mit Werksteingliederungen, Kanten aus farblich alternierenden roten und grauen Sandsteinquadern, zweiläufige Freitreppe und Flügeltür mit alten Beschlägen, 18. Jahrhundert, runder Kellerbogen, Sandstein bezeichnet 1586, schmaler zweigeschossiger Seitenflügel aus unverputztem Sandsteinmauerwerk mit Fachwerkobergeschoss und Walmdach, im 19./20. Jahrhundert verändert                                                        | D-6-76-112-52 Wikidata  | weitere Bilder                                                                                     |
| Pfarrgasse 6 (Standort)                                            | Ehemaliger Pfarrhof, Pfarrscheune                                                                  | Rückwärtiger zweigeschossiger Fachwerkbau mit Satteldach, im Kern wohl noch 18. Jahrhundert | D-6-76-112-52 Wikidata  | weitere Bilder                                                                                     |
| Pfarrgasse 7 (Standort)                                            | Wohnhaus                                                                                           | Doppelhaus, über hohem Kellersockel giebelständiger Satteldachbau mit Zierfachwerkobergeschoss, um 1600, Haustüren mit Oberlichtern erste Hälfte 19. Jahrhundert, Erdgeschoss verändert | D-6-76-112-53 Wikidata  | weitere Bilder                                                                                     |
| Pfarrgasse 9 (Standort)                                            | Wohnhaus                                                                                           | Sehr schmaler Satteldachbau mit vorkragendem Zierfachwerkobergeschoss in Ecklage, bezeichnet „1601“ | D-6-76-112-54 Wikidata  | weitere Bilder                                                                                     |
| Richterstraße 2 (Standort)                                         | Wohnhaus, sogenanntes Lotteriehaus                                                                 | Über Kellersockel traufständiger zweigeschossiger Halbwalmdachbau mit verputztem Fachwerkobergeschoss, Erdgeschoss mit Sandsteingewändem und zurückhaltender Gliederung, klassizistisch, erste Hälfte 19. Jahrhundert | D-6-76-112-55 Wikidata  | BW                                                                                                 |
| Richterstraße 8; Im Klostergarten 2; Im Klostergarten 4 (Standort) | Villa                                                                                              | Zweigeschossiger Walmdachbau mit Säulenaltan und Balkon, unverputzter Haustein mit Werksteinrahmungen, Sandstein, klassizistisch, um 1820/30, rückwärtig Wintergartenanbau, wohl Fachwerk verbrettert um 1900 | D-6-76-112-56 Wikidata  | BW                                                                                                 |
| Richterstraße 8; Im Klostergarten 2; Im Klostergarten 4 (Standort) | Villa, Gartenmauer                                                                                 | Sandstein um 1820/30, teilweise mit späterem Zaunaufbau, Gusseisen, zweite Hälfte 19. Jahrhundert | D-6-76-112-56 Wikidata  | BW                                                                                                 |
| Richterstraße 8; Im Klostergarten 2; Im Klostergarten 4 (Standort) | Villa, Gartenpavillon                                                                              | Auf der Mauerecke, Eisen, zweite Hälfte 19. Jahrhundert | D-6-76-112-56 Wikidata  | BW                                                                                                 |
| Sandgasse 1 (Standort)                                             | Fürstlich Leiningischer Bauhof, ehemaliges Baubüro                                                 | Zweigeschossiger Satteldachbau mit vorstehendem übergiebeltem Mittelbau und verschindeltem Fachwerkobergeschoss, klassizistisch, ehemaliges Baubüro erste Hälfte 19. Jahrhundert | D-6-76-112-57 Wikidata  | BW                                                                                                 |
| Sandgasse 1 (Standort)                                             | Fürstlich Leiningischer Bauhof, Umfassungsmauer,                                                   | Unverputzte Mauer mit dachförmiger Mauerkrone, und Torpfeilern, Sandstein, erste Hälfte 19. Jahrhundert | D-6-76-112-57 Wikidata  | BW                                                                                                 |
| Sandgasse 1 (Standort)                                             | Fürstlich Leiningischer Bauhof, Bildstock                                                          | In die Mauer eingelassen mit Pfeiler und Satteldach-Reliefaufsatz Kruzifix, Sandstein, bezeichnet „1624“ | D-6-76-112-57 Wikidata  | BW                                                                                                 |
| Sandgasse 1 (Standort)                                             | Fürstlich Leiningischer Bauhof, Magazingebäude                                                     | Langgestreckter Baukörper mit mittlerem zweigeschossigem giebelständigem verputztem Satteldachbau mit Lunettenfenster im Giebel und anschließenden eingeschossigen Fachwerflügeln mit Walmdach, klassizistisch, erste Hälfte 19. Jahrhundert | D-6-76-112-57 Wikidata  | BW                                                                                                 |
| Schenkgasse 9 (Standort)                                           | Wohnhaus                                                                                           | Giebelständiger Satteldachbau mit verputztem vorkragendem Fachwerkobergeschoss und Kellerhals im Straßenraum, bezeichnet „1687“ | D-6-76-112-58 Wikidata  | Wohnhaus                                                                                           |
| Schenkgasse 15 (Standort)                                          | Wohnhaus                                                                                           | Giebelständiger zweigeschossiger Satteldachbau mit teilweise verputztem Zierfachwerkobergeschoss und Kellerzugang in Straßenfläche, bezeichnet „1588“, Erdgeschoss verändert | D-6-76-112-60 Wikidata  | Wohnhaus                                                                                           |
| Schenkgasse 17 (Standort)                                          | Wohnhaus                                                                                           | Traufständiger zweigeschossiger Mansarddachbau mit verputztem Fachwerkobergeschoss, Torbogendurchfahrt bezeichnet „1672“, in den Straßenraum ragender Kellerhals, wohl Umbau im 18. Jahrhundert, Erdgeschoss erneuert | D-6-76-112-61 Wikidata  | Wohnhaus                                                                                           |

Ehemaliges Benediktiner-Kloster
Gegründet im frühen 8. Jh. mehrfach umgebaut und im 18. Jh. bis auf wenige Bereiche völlig neu errichtet, ab 1803 Umnutzung als Fürstlich-Leiningensches Schloß mit evangelischer  Hofkirche. Adresse: Aktennummer: Schloßplatz 1. Aktennummer: D-6-76-112-62.
- Ehemalige Abteikirche (Lage), seit 1803 evang.-luth. Hofkirche, dreischiffige Pfeilerbasilika auf kreuzförmigem Grundriss, westliches Turmpaar vom romanischen Vorgängerbau übernommen, Putzbau mit Werkstein-Lisenengliederung und Schallarkaden, 1. Hälfte 12. Jh., barock ergänzt durch welsche Hauben mit geschweiften Laternen sowie einer reich gegliederten Werkstein-Blendfassade mit Volutengiebel, das basilikale Langhaus mit Sattel- bzw. Pultdächern gedeckt, die Querhäuser abgewalmt und in Anlehnung an Chortürme durch Giebelreiter mit gebrochenen welschen Hauben bekrönt, die verputzten Wandflächen mit zurückhaltenden Werksteingliederungen und -rahmungen, sämtliche Dächer mit Schiefer gedeckt, 1742–45 nach Plänen von Maximilian v. Welsch durch Valentin Schick und Franz Häffelein
- Treppenanlage (Lage), mehrläufige Freitreppe mit Balustrade und Figuren in engem Bezug zur Kirchenfassade, um 1745
- sogenannter Kirchgang (Lage), schmaler eingeschossiger Gang parallel zur Südwand der Kirche, ab 1786, mit 22 wiederverwendeten Säulen vom romanischen Kreuzgang, Sandstein, um 1220; umfriedeter Garten, auf dem Gelände des ehem. Kreuzhofes, Mauer mit vasenbekrönter Pforte, 18. Jh., erweitert 1903, sowie Wandbrunnen, Sandstein, bez. 1919
- Westtrakt (Lage), ehemalige Prälatur, langgestreckter dreigeschossiger Satteldachbau, verputzt mit sparsamen Werksteingliederungen und -rahmungen, Mitte 17. Jh., 1783 nach Norden bis zur Kirche verlängert und mit Walm abgeschlossen, an der Ostseite zwei zweigeschossige unverputzte Anbauten zum Osttrakt
- Osttrakt (Lage), sogenannter Neuer Konventsbau, repräsentativer dreigeschossiger unverputzter Sandsteinbau mit Werksteingliederungen, im mittleren Teil Satteldach und übergiebelter Mittelrisalit, seitliche Pavillons mit Mansardwalmdach, sämtlich verschiefert
- ehemaliger Klostergarten, Gartenanlage vor der östlichen Schaufassade des Neuen Konventbaus

- Abteikirche

Weitere Bilder

Ehemalige Klosterökonomie

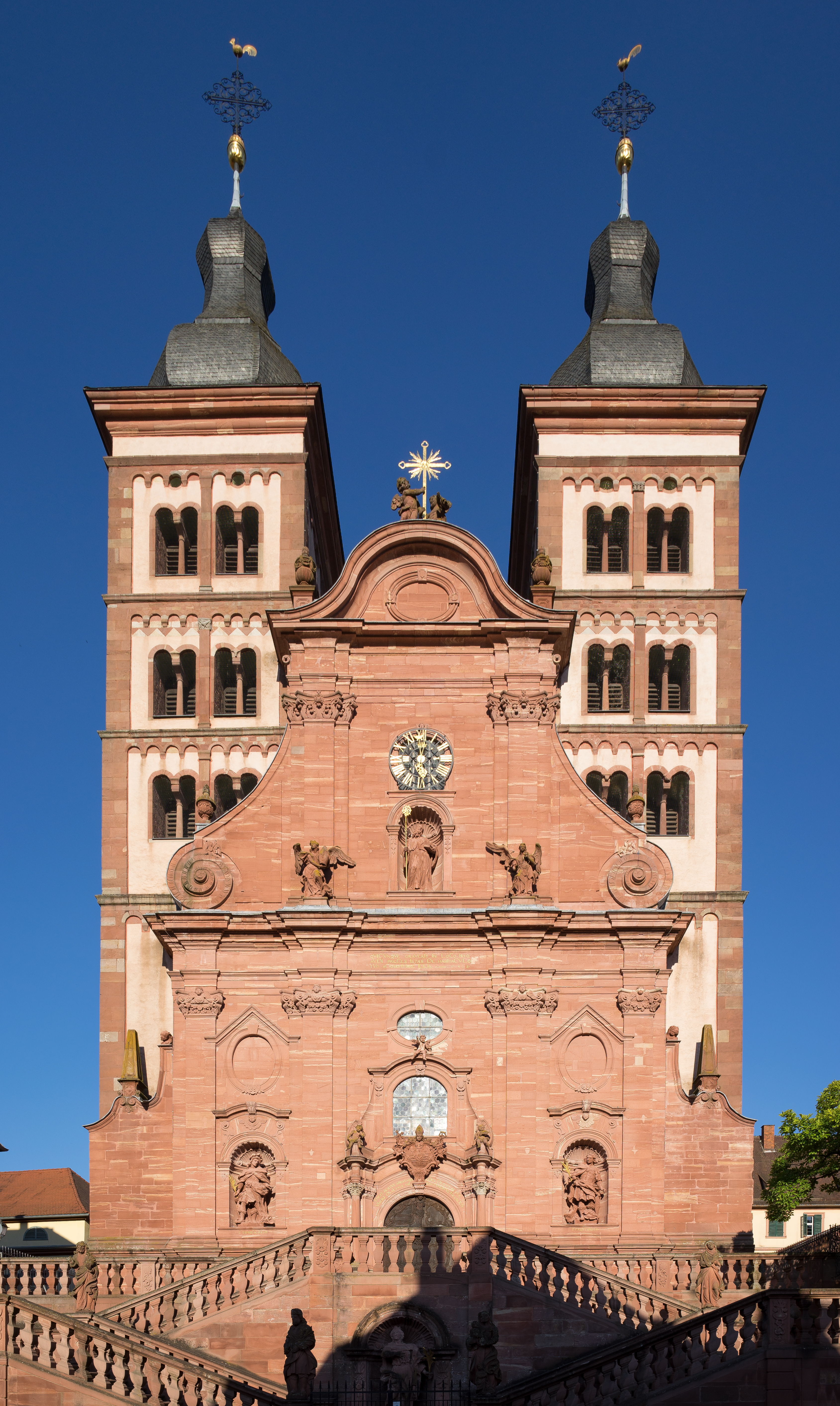
Abteikirche

- Schloßplatz 2 (Lage), Ehemalige Klosterkanzlei, langgestreckter zweigeschossiger Walmdachbau über Hanggeschoss, Putzfassade mit Werksteingliederungen, bezeichnet „1785“, rückwärtig anstoßend verschindelter Fachwerkbau mit Satteldach, 17./18. Jahrhundert
- Schloßplatz 4 (Lage), Ehemalige Klostermühle, zweigeschossiger Satteldachbau, Steildach mit Aufzugsgaube, Schleppgauben und Treppengiebeln, auf Teilen der Klostermauer errichtet, Putzfassade mit Werksteinkanten und -rahmungen, Spitzbogenblenden und -türen, spätgotisch, bezeichnet „1448“
- Schloßplatz 3, Ehemalige Klosterscheuer (Lage), zweigeschossiger Flachsatteldachbau, Putzfassade mit Spitzbogentür im Erdgeschoss, spätgotisch, bezeichnet „1494“, 1806 Umbau zum Theater
- Schloßplatz 5 (Lage), Wirtschaftsflügel, zweigeschossiger Bau auf L-förmigem Grundriss, Dach mit Walm- bzw. Krüppelwalmgiebel, Putzfassaden mit Werksteinrahmungen, 16.–18. Jahrhundert, Südflügel (ehemaliges Metzelhaus) mit spätgotischem Stabwerkportal, 1549
- Schloßplatz 8 (Lage), Schlossökonomie, östliche Erweiterung des Wirtschaftshofes um einen geschlossenen Hof mit verschiedenen ein- bzw. zweigeschossigen verputzten Satteldachbauten, 19./20. Jahrhundert
- Klostermauer, Mauerabschnitte, zum Teil mit Stützpfeilern, mittelalterlich

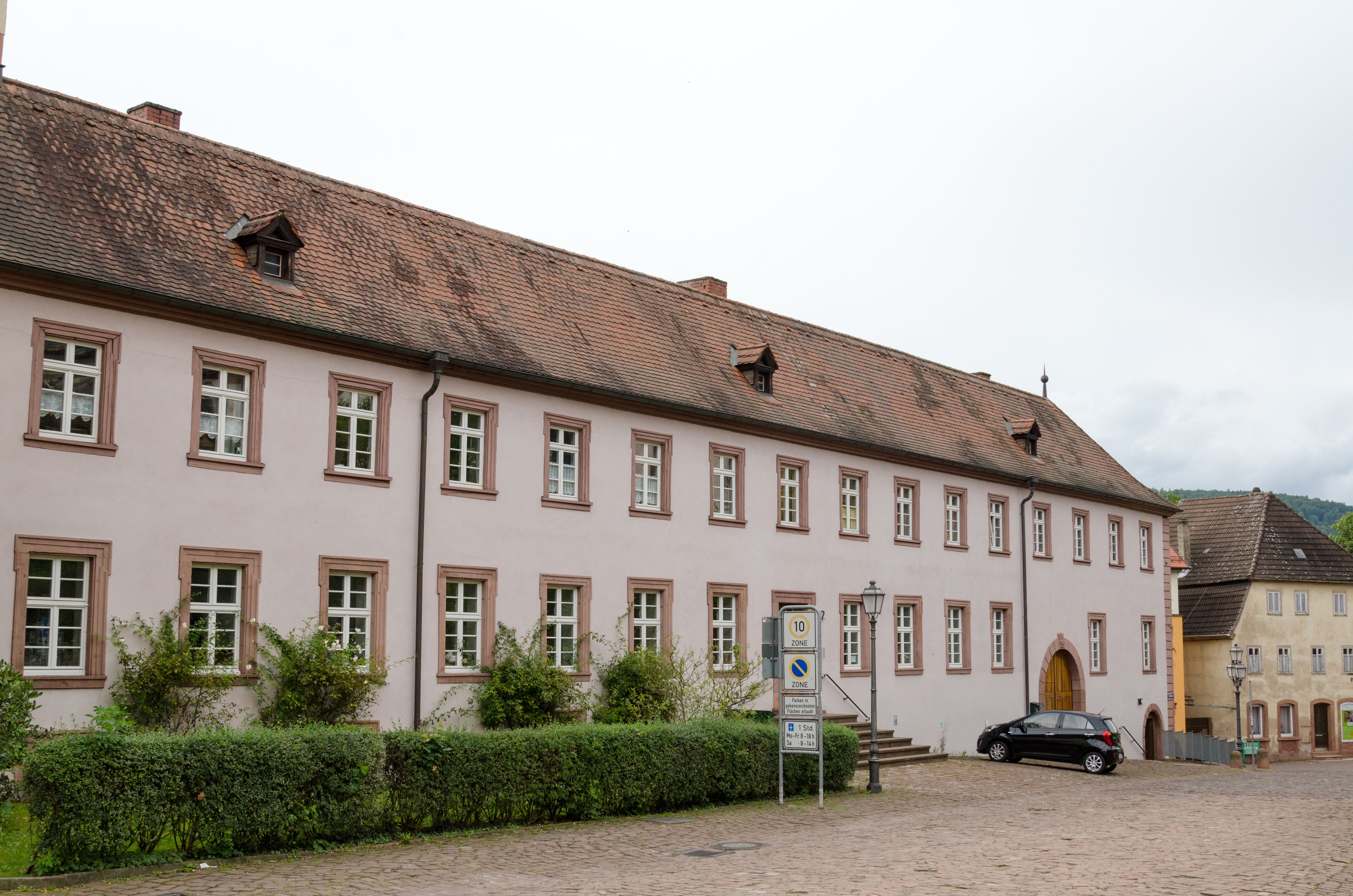
Ehemalige Klosterkanzlei
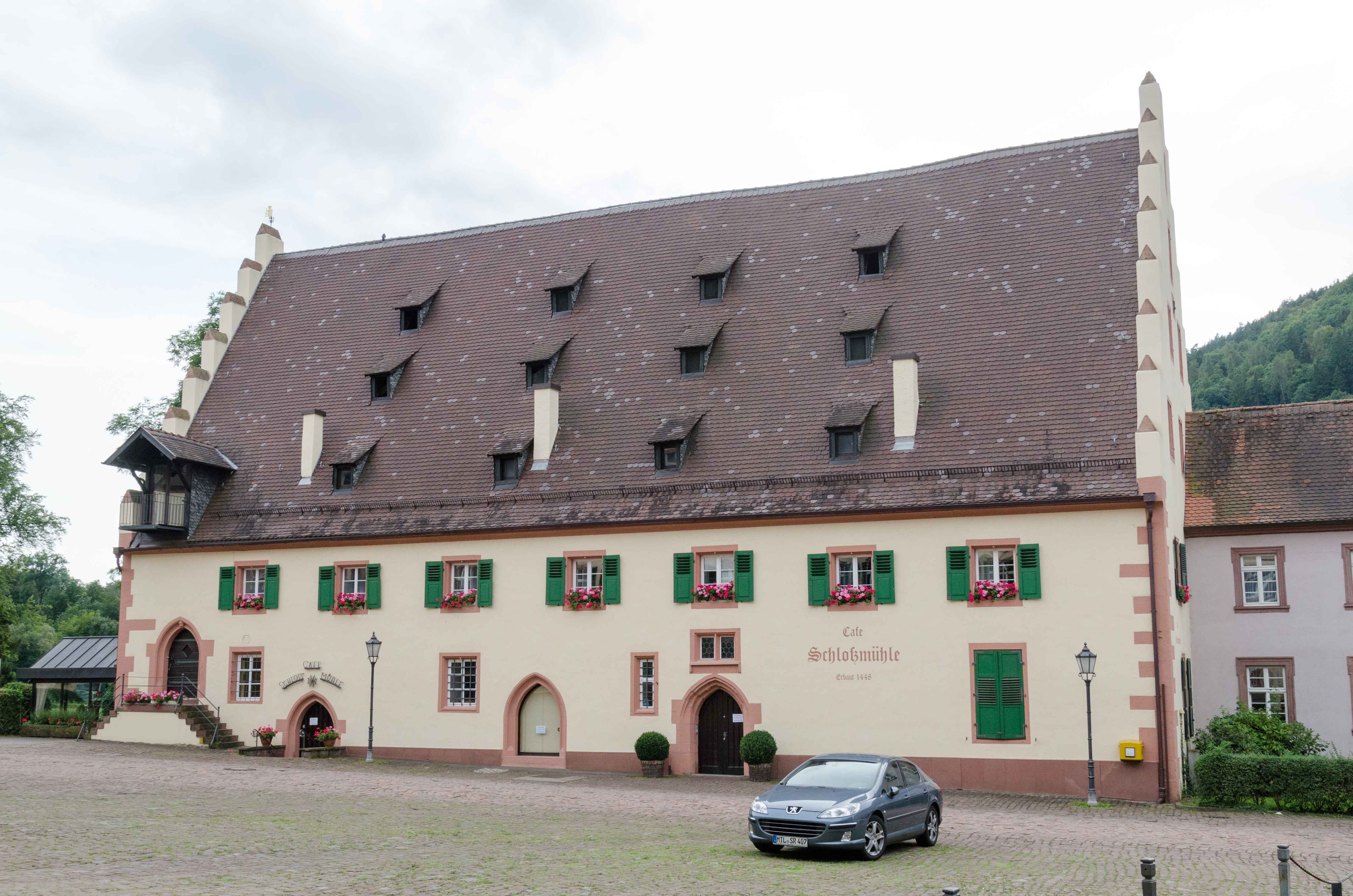
Ehemalige Klostermühle

| Lage                                                        | Objekt | Beschreibung | Akten-Nr.               | Bild                    |
| ----------------------------------------------------------- | --- | --- | ----------------------- | ----------------------- |
| Schloßplatz 2/3/4/5; Debonstraße 8; Geisgraben 4 (Standort) | Ehemalige Klosterökonomie; ehemalige Klosterkanzlei                                                                   | langgestreckter zweigeschossiger Walmdachbau über Hanggeschoss, mit Werksteingliederungen, bezeichnet 1785, rückwärtig verschindelter Fachwerkbau mit Satteldach, 17./18. Jahrhundert; ehemalige Klostermühle, zweigeschossiger Satteldachbau, mit Aufzugsgaube, Schleppgauben und Treppengiebeln, auf Teilen der Klostermauer errichtet, mit Werksteingliederungen, Spitzbogenblenden und -türen, spätgotisch, bezeichnet 1448; ehemalige Klosterscheuer, zweigeschossiger Flachsatteldachbau mit Spitzbogentür im Erdgeschoss, spätgotisch, bezeichnet 1494, 1806 Umbau zum Theater; Wirtschaftsflügel, zweigeschossiger Bau auf Lförmigem Grundriss, Dach mit Walm-, bzw. Krüppelwalm, Werksteinrahmungen, 16.– 18. Jahrhundert, Südflügel (ehemaliges Metzelhaus) mit spätgotischem Stabwerkportal, 1549; Schlossökonomie, östliche Erweiterung des Wirtschaftshofes um einen geschlossenem Hof mit verschiedenen ein-, bzw. zweigeschossigen verputzten Satteldachbauten, 19./20. Jahrhundert; Klostermauer, Mauerabschnitte, zum Teil mit Stützpfeilern, mittelalterlich | D-6-76-112-64           | BW                      |
| Schmiedsgasse 2 (Standort)                                  | Hotel Zur Post | Dreigeschossiger traufständiger Satteldachbau mit verputzten Fachwerkobergeschossen, spätklassizistisch, Mitte 19. Jahrhundert und Fresko von 1923 | D-6-76-112-106 Wikidata | Hotel Zur Post          |
| Schmiedsgasse 4 (Standort)                                  | Wohn- und Geschäftshaus                                                                                               | Dreigeschossiger Walmdachbau mit verputzten Fachwerkobergeschossen, im Erdgeschoss Bäckerladen aus Sandstein, Mitte 18. Jahrhundert | D-6-76-112-107 Wikidata | Wohn- und Geschäftshaus |
| Schmiedsgasse 24 (Standort)                                 | Keller | Geschosshoher Keller in rückwärtiger Parzelle, Bruchsteinmauerwerk mit Rundbogentür und Fenster mit steinernem Schiebeladen, Sandstein, 16./17. Jahrhundert | D-6-76-112-104 Wikidata | BW                      |
| Schneeberger Straße 1 (Standort)                            | Finanzamt, Amtshaus                                                                                                   | Dreigeschossiger Satteldachbau mit geschweiften Blendgiebeln über rustiziertem Hanggeschoss, rückseitig Treppenturm mit eingeschwungenem schiefergedecktem Kegelhelm, Putzfassade mit Werksteinkanten,-rahmungen und reich ausgeführtem Portal, Neorenaissance, um 1900 | D-6-76-112-68 Wikidata  | Finanzamt, Amtshaus     |
| Schneeberger Straße 1 (Standort)                            | Garten | Parkähnlich mit altem Baumbestand und Zaunumfriedung mit Sandsteinpfeilern, um 1900 | D-6-76-112-68 Wikidata  | Garten                  |
| Schüttstraße 3 (Standort)                                   | Ehemaliges Spital | Freistehender dreigeschossiger Walmdachbau, verputzt mit Werksteinrahmungen und wenigen -gliederungselementen, klassizistisch, 1830 | D-6-76-112-74 Wikidata  | weitere Bilder          |
| Seegarten; Schloßplatz 6; Eichbächlein (Standort)           | Fürstlich Leiningenscher Seegarten, Garten                                                                            | Ursprünglich ein seit dem 15. Jahrhundert bestehender klösterlicher Obst- und Gemüsegarten mit Fischzuchtanlage, umgestaltet als Englischer Garten mit Blickschneise vom ehemaligen Kloster in die Landschaft nach Plänen von Ludwig von Sckell, 1806–1830 | D-6-76-112-66 Wikidata  | BW                      |
| Seegarten; Schloßplatz 6; Eichbächlein (Standort)           | Fürstlich Leiningenscher Seegarten, Weiheranlage                                                                      | 1817 | D-6-76-112-66 Wikidata  | BW                      |
| Seegarten; Schloßplatz 6; Eichbächlein (Standort)           | Fürstlich Leiningenscher Seegarten, sogenanntes Fischerhaus                                                           | Zweigeschossiger Walmdachbau, Anfang 18. Jahrhundert erweitert im 20. Jahrhundert mit Ummauerung | D-6-76-112-66 Wikidata  | BW                      |
| Steinerne Gasse 2 (Standort)                                | Wohnhaus | Giebelständiger zweigeschossiger Satteldachbau mit vorkragendem Zierfachwerkobergeschoss, bezeichnet „1718“ | D-6-76-112-76 Wikidata  | Wohnhaus                |
| Steinerne Gasse 2 (Standort)                                | Nebengebäude | Direkt am Wasser stehender schmaler zweigeschossiger Fachwerkbau über hohem Sandsteinsockel mit Satteldach und zwei ehemaligen Aufzugsluken zum Wasser hin, 18./19. Jahrhundert | D-6-76-112-76 Wikidata  | Nebengebäude            |
| Von-Ostein-Allee (Standort)                                 | Bildstock | Mit fehlendem Säulenunterteil oder aus zwei unterschiedlichen Bildstöcken zusammengesetzt, gestufter Sockel mit Inschrift, Sandstein, bezeichnet „17“(..) und Kreuzdach-Reliefaufsatz mit Ansatz einer ionischen Säule und Reliefs Kruzifix und flache Kreuzreliefs an den Seiten, Sandstein, um 1700 | D-6-76-112-71 Wikidata  | BW                      |
| Weilbacher Straße (Standort)                                | St.-Nepomuk-Statue | Geschweifter Inschriftsockel mit Figur des heiligen Johann Nepomuk, Sandstein, bezeichnet „1747“, nach Kriegsbeschädigung 1945 und Restaurierung 1970 Aufstellung an neuem Platz | D-6-76-112-77 Wikidata  | BW                      |
| Weilbacher Straße 32 (Standort)                             | Villa mit Einfriedung und Terrassengarten mit umgebendem altem Baumbestand, Villa, sogenannter Prinzenbau             | Freistehender zweigeschossiger Walmdachbau mit Mezzaningeschoss, symmetrische Fassadengestaltung mit Betonung der Mitte durch zweiläufige Freitreppe im Erdgeschoss und Balkon im Obergeschoss jeweils mit Maßwerkbrüstungen, Sandsteinquaderbau mit Werksteingliederungen, neugotisch, um 1860 | D-6-76-112-78 Wikidata  | BW                      |
| Weilbacher Straße 32 (Standort)                             | Villa mit Einfriedung und Terrassengarten mit umgebendem altem Baumbestand, Einfriedung                               | Quadermauer mit aufsitzendem Pfeilerzaun, Sandstein, um 1860, erhöht im 20. Jahrhundert | D-6-76-112-78 Wikidata  | BW                      |
| Weilbacher Straße 32 (Standort)                             | Villa mit Einfriedung und Terrassengarten mit umgebendem altem Baumbestand, Terrassengarten, wohl ehemaliger Weinberg | In konkaven Halbkreisen über zehn Terrassenstufen hinter der Villa ansteigend, gebrochener Sandstein, vor 1850, umgebender Baumbestand nach 1860 | D-6-76-112-78 Wikidata  | BW                      |
| Wolkmannstraße 6 (Standort)                                 | Bildstockaufsatz | Kreuzdach-Aufsatz mit Inschrift und Relief Kruzifix über toskanischem Säulenkapitell, Sandstein, bezeichnet „1627“, fehlendes Mittelstück der Säule, bzw. Säulenunterteil aus einem anderen Zusammenhang | D-6-76-112-79 Wikidata  | Bildstockaufsatz        |

### Amorsbrunn
| Lage                                                                      | Objekt                                                                                                 | Beschreibung | Akten-Nr.              | Bild           |
| ------------------------------------------------------------------------- | --- | --- | ---------------------- | -------------- |
| Amorsbrunn 1; Amorsbrunn 2; Amorsbrunner Felder; In Amorsbrunn (Standort) | Katholische Wallfahrtskapelle St. Amor                                                                 | Über einer Quelle errichteter Saalbau auf rechteckigem Grundriss mit fluchtendem netzgewölbtem 5/8-Chor, Satteldach und verschieferter Dachreiter mit welscher Haube, Putzbau mit Werksteinkanten und -rahmungen, Sandstein, spätgotisch, bezeichnet „1521“, im Kern romanisch, erste Hälfte 12. Jahrhundert, Erweiterung zweite Hälfte 16. Jahrhundert; mit Ausstattung | D-6-76-112-83          | weitere Bilder |
| Amorsbrunn 1; Amorsbrunn 2; Amorsbrunner Felder; In Amorsbrunn (Standort) | Bassin                                                                                                 | Eckiges Auffangbecken der unter der Kapelle entspringenden Heilquelle mit Treppenabstieg, Sandstein, wohl 16. Jahrhundert | D-6-76-112-83          | Bassin         |
| Amorsbrunn 1; Amorsbrunn 2; Amorsbrunner Felder; In Amorsbrunn (Standort) | Friedhofsmauer                                                                                         | Einfassung aus Quadersteinen mit dachförmiger Mauerkrone, 17./18. Jahrhundert | D-6-76-112-83          | BW             |
| Amorsbrunn 1; Amorsbrunn 2; Amorsbrunner Felder; In Amorsbrunn (Standort) | Freikanzel                                                                                             | Pfeilerfuß mit polygonalem Kanzelkorb, Sandstein, nachgotisch, 1576 | D-6-76-112-83          | BW             |
| Amorsbrunn 1; Amorsbrunn 2; Amorsbrunner Felder; In Amorsbrunn (Standort) | Mariensäule                                                                                            | Toskanische Säule mit freiplastischer Figur einer bewegten Maria Immaculata, Sandstein, barock, bezeichnet „1720“ | D-6-76-112-83          | Mariensäule    |
| Am Untern Berg (Standort)                                                 | Bildstock                                                                                              | Pfeiler mit Reliefaufsatz Inschriftkartusche mit Cherubim, darauf Ädikula mit Kreuzigungsgruppe und Bekrönung durch Cherub und Kreuz, Sandstein 1754 | D-6-76-112-81 Wikidata | BW             |
| Am Untern Berg, an der Straße nach Weilbach ()                            | Bildstock                                                                                              | 18. Jahrhundert; nicht nachqualifiziert | D-6-76-112-82          |                |
| Bundesstraße 47 (Standort)                                                | Grabmal und Kriegerdenkmal für österreichische Soldaten, die 1796/97 im nahegelegenen Lazarett starben | Stele mit reliefiertem Satteldach-Aufsatz Armatur (Waffengebinde) der Revolutionskriege und Kreuzbekrönung, Sandstein, bezeichnet „1863“, erneuert 1897 | D-6-76-112-85 Wikidata | weitere Bilder |

### Beuchen
| Lage                  | Objekt                                  | Beschreibung | Akten-Nr.              | Bild |
| --------------------- | --------------------------------------- | --- | ---------------------- | ---- |
| Beuchen 14 (Standort) | Bildstock                               | Bildsäule auf schmalem Postament mit Reliefaufsatz ' Pietà', Cherub und Eisenkreuzbekrönung nicht nachqualifiziert, im Bayerischen Denkmal-Atlas nicht kartiert | D-6-76-112-109         | BW   |
| Beuchen 27 (Standort) | Bildstock, Prozessionsaltar             | Mit Pfeiler und Reliefaufsatz Pietà und Cherub, eiserne Kreuzbekrönung, Sandstein, bezeichnet „1698“ | D-6-76-112-87 Wikidata | BW   |
| In Beuchen (Standort) | Steinkreuz                              | Kreuzarme im mittleren Teil mit Fasen und kreisförmiger Kreuzmittelpunkt, Sandstein, mittelalterlich | D-6-76-112-89 Wikidata | BW   |
| In Beuchen (Standort) | Filialkirche Heilige Vierzehn Nothelfer | Saalbau mit eingezogenem dreiseitig schließendem Chor und daran angebauten Nebenräumen mit Pultdächern, Satteldach zum Chor abgewalmt, verschieferter Giebelreiter mit Zwiebelhaube, unverputzter Hausteinbau mit reichen Werksteingliederungen, neobarock, 1923–1924; mit Ausstattung | D-6-76-112-86 Wikidata | BW   |
| In Beuchen (Standort) | Bildstock                               | Bildsäule mit Reliefaufsatz Heilige Familie mit Heiligem Geist und Cherub, Sandstein, bezeichnet „1757“ | D-6-76-112-88 Wikidata | BW   |
| In Beuchen (Standort) | Bildstock, Prozessionsaltar             | Mit Reliefaufsatz Heilige Familie und rahmende Cherubim sowie Kreuzaufsatz, Sandstein, bezeichnet „1742“ | D-6-76-112-90 Wikidata | BW   |

### Boxbrunn im Odenwald
| Lage                      | Objekt                                | Beschreibung | Akten-Nr.              | Bild                                  |
| ------------------------- | ------------------------------------- | --- | ---------------------- | ------------------------------------- |
| Boxbrunn 9 1/3 (Standort) | Katholische Filialkirche St. Wendelin | Chorturmkirche, eingezogener Turm auf querrechteckigem Grundriss mit fluchtendem 5/8-Polygonalchor, breiteres Langhaus mit Satteldach, Turm mit Walmdach und verschiefertem Dachreiter mit Zwiebelhaube, seitliche Sakristei mit Pultdach, unverputzter gelber Sandstein mit farbig abgesetzten Werksteinkanten und -rahmungen aus rotem Sandstein, bezeichnet „1868“, erweitert 1910; mit Ausstattung | D-6-76-112-91 Wikidata | Katholische Filialkirche St. Wendelin |

### Neidhof
| Lage                  | Objekt                                | Beschreibung | Akten-Nr.              | Bild |
| --------------------- | ------------------------------------- | --- | ---------------------- | ---- |
| Herrnacker (Standort) | Zwei Bildstöcke, sogenanntes Zweibild | Zwei Bildsäulen, der südliche mit Fluraltar und später aufgesetztem Kreuz, ehemals wohl mit Reliefaufsatz, gestiftet von zwei nach Ungarn ausgewanderten Familien, Sandstein, bezeichnet „1724“, Aufsätze 1977 gestohlen | D-6-76-112-92 Wikidata | BW   |

### Pulvermühle
| Lage                     | Objekt                   | Beschreibung | Akten-Nr.              | Bild |
| ------------------------ | ------------------------ | --- | ---------------------- | ---- |
| Pulvermühle 1 (Standort) | Gasthaus Zur Pulvermühle | Freistehendes verputzters Fachwerkhaus über hohem Kellergeschoss, Halbwalmdach und zweiläufige Freitreppe, 18. Jahrhundert | D-6-76-112-93 Wikidata | BW   |
| Pulvermühle 1 (Standort) | Wegkreuz                 | Kruzifix auf geschweiftem Postament, Sandstein, bezeichnet „1770“                                                          | D-6-76-112-94 Wikidata | BW   |

### Reichartshausen
| Lage                          | Objekt                                        | Beschreibung | Akten-Nr.               | Bild |
| ----------------------------- | --------------------------------------------- | --- | ----------------------- | ---- |
| In Reichartshausen (Standort) | Bildstock, zusammengesetzter Prozessionsaltar | Mit modern gemauertem Stipes Mensa, 19. Jahrhundert; darauf Pfeiler mit Reliefaufsatz in Form einer Nische mit Pietà, Sandstein, 18. Jahrhundert | D-6-76-112-99 Wikidata  | BW   |
| In Reichartshausen (Standort) | Bildstock, zusammengesetzter Prozessionsaltar | Stipes, bezeichnet „1845“; darauf Mensa und Säule mit gewundenem Weinlaub, 19./20. Jahrhundert und Reliefaufsatz Heilige Familie mit Heiligem Geist, Sandstein, 18. Jahrhundert | D-6-76-112-100 Wikidata | BW   |
| Reichartshausen 5 (Standort)  | Bildstock                                     | Bildsäule über Postament mit Reliefaufsatz Pietà, seitliche Cherubim und Kreuzbekrönung, Sandstein, bezeichnet „1729“, teilweise erneuert | D-6-76-112-97 Wikidata  | BW   |
| Reichartshausen 18 (Standort) | Katholische Filialkirche St. Mauritius        | Saalbau mit dreiseitig schließendem Chor und Satteldach, seitlicher im Kern spätmittelalterlicher Turm über quadratischem Grundriss mit verschiefertem Glockendach, unverputzter Bau mit Werksteinkanten und -rahmungen, Sandstein, 1716, Sakristei 19./20. Jahrhundert; mit Ausstattung | D-6-76-112-95 Wikidata  | BW   |
| Reichartshausen 18 (Standort) | Kirchhofmauer                                 | Polygonal verlaufende Bruchsteinmauer mit dachförmiger Mauerkrone, Sandstein, 18. Jahrhundert mit westlicher Erweiterung, 19./20. Jahrhundert | D-6-76-112-95 Wikidata  | BW   |
| Reichartshausen 18 (Standort) | Mariensäule, Prozessionsaltar und Säule       | Mit Volutenkapitell und Cherub, darauf freiplastische Pietà, Sandstein, erste Hälfte 18. Jahrhundert | D-6-76-112-96 Wikidata  | BW   |
| Reichartshausen 21 (Standort) | Mariensäule                                   | Postament und Säule mit Volutenkapitell und eingefügtem Cherub sowie freiplastischer Madonna mit Kind, Sandstein, bezeichnet „1733“, teilweise erneuert und dabei zum Prozessionsaltar umgebaut                                                                                          | D-6-76-112-98 Wikidata  | BW   |

### Schafhof
| Lage                  | Objekt                   | Beschreibung | Akten-Nr.               | Bild |
| --------------------- | ------------------------ | --- | ----------------------- | ---- |
| Schafhof 1 (Standort) | Gutshof, Herrenhaus      | Zweigeschossiger unverputzter Hausteinbau mit Werksteinkanten und -rahmungen, verschiefertes Walmdach mit Dachhäuschen, Sandstein, 1723                                                                     | D-6-76-112-101 Wikidata | BW   |
| Schafhof 1 (Standort) | Gutshof, Ökonomiegebäude | Zweigeschossiger (hangaufwärts eingeschossiger) langgestreckter Krüppelwalmdachbau mit einseitigem Fachwerkgiebel, Aufzugserker mit Satteldach, Haustein mit Werksteinrahmungen, Sandstein, 18. Jahrhundert | D-6-76-112-101 Wikidata | BW   |

### Nicht nachqualifiziert
| Lage                  | Objekt                                                | Beschreibung | Akten-Nr.      | Bild                                                  |
| --------------------- | ----------------------------------------------------- | --- | -------------- | ----------------------------------------------------- |
| Im Sand ()            | Bildstock                                             | Bildsäule über schmalem Postament mit Reliefaufsatz 'Hl. Sebastian', bez. 1691 oder 1697 nicht nachqualifiziert, im Bayerischen Denkmal-Atlas nicht kartiert                                                                                                 | D-6-76-112-110 |                                                       |
| Langer Wasen ()       | Bildstock                                             | Bildsäule mit Reliefaufsatz 'Kreuzigungsgruppe', an den Schmalseiten 'Hl. Sebastian und Hl. Agnes(?)', mit Cherub, Sandstein, um 1700 nicht nachqualifiziert, im Bayerischen Denkmal-Atlas nicht kartiert                                                    | D-6-76-112-111 |                                                       |
| Am Bosenbrunnen ()    | Bildstock                                             | Bildsäule mit Relief einer weibl. Figur am Schaft und Reliefaufsatz 'Pietà', darunter 'Kreuzschlepper', Sandstein, bez. 1756 nicht nachqualifiziert, im Bayerischen Denkmal-Atlas nicht kartiert                                                             | D-6-76-112-113 |                                                       |
| Gottersäcker ()       | Bildhäuschen                                          | Tischsockel mit Satteldach-Nischenaufsatz, Sandstein, bez. 1879 nicht nachqualifiziert, im Bayerischen Denkmal-Atlas nicht kartiert | D-6-76-112-114 |                                                       |
| Geisenhofer Weg ()    | Bildstock                                             | Pfeiler mit gefasten Kanten und Satteldach-Nischenaufsatz mit seitlichen Kreuzreliefs, Sandstein, bez. 1601 oder 1611 nicht nachqualifiziert, im Bayerischen Denkmal-Atlas nicht kartiert                                                                    | D-6-76-112-115 |                                                       |
| Am Mittler'n Floß ()  | Bildstock                                             | Pfeiler mit Satteldach-Nischenaufsatz, monolithischer Sandstein, 18. Jh. nicht nachqualifiziert, im Bayerischen Denkmal-Atlas nicht kartiert | D-6-76-112-116 |                                                       |
| Am Mittler'n Floß ()  | Bildstock                                             | Pfeiler mit Satteldachaufsatz und Relief 'Kruzifix mit Adamsschädel und Schächerkreuzen', an der Seite Bäckerzunftzeichen, Sandstein, bez. 1575 nicht nachqualifiziert, im Bayerischen Denkmal-Atlas nicht kartiert                                          | D-6-76-112-117 |                                                       |
| Am Mittler'n Floß ()  | Bildsäule                                             | toskanische Säule mit Kreuzdach-Reliefaufsatz 'Kruzifix' und an den Seiten Kreuzreliefs, Sandstein, bez. 1626 nicht nachqualifiziert, im Bayerischen Denkmal-Atlas nicht kartiert                                                                            | D-6-76-112-118 |                                                       |
| Löhrstraße (Standort) | Kriegerdenkmal für die Gefallenen des Krieges 1870/71 | gestufter Sockel mit Reliefs und bekrönender Freiplastik eines stehenden Bayerischen Löwen, seitliche Exedren mit Sitzbänken und konvexe Brunnenschale vor dem Sockel, Muschelkalk, 1911 nicht nachqualifiziert, im Bayerischen Denkmal-Atlas nicht kartiert | D-6-76-112-119 | Kriegerdenkmal für die Gefallenen des Krieges 1870/71 |

## Ehemalige Baudenkmäler
In diesem Abschnitt sind Objekte aufgeführt, die früher einmal in der Denkmalliste eingetragen waren, jetzt aber nicht mehr. Objekte, die in anderem Zusammenhang also z. B. als Teil eines Baudenkmals weiter eingetragen sind, sollen hier nicht aufgeführt werden. Aktennummern in diesem Abschnitt sind ehemalige, jetzt nicht mehr gültige Aktennummern.

| Lage                                                                            | Objekt                                        | Beschreibung | Akten-Nr.              | Bild                                          |
| ------------------------------------------------------------------------------- | --------------------------------------------- | --- | ---------------------- | --------------------------------------------- |
| Amorbach Geisgraben 4 (Standort)                                                | Teil der ehemaligen Klosterbefestigung        | Mauer mit Stützpfeilern, mittelalterlich | D-6-76-112-67 Wikidata | BW                                            |
| Amorbach Kellereigasse 12 (Standort)                                            | Ehemalige mainzische Zehntscheuer, jetzt Kino | Mit zwei Treppengiebeln, 1485 von Peter Kraft | D-6-76-112-28 Wikidata | Ehemalige mainzische Zehntscheuer, jetzt Kino |
| Amorbach Miltenberger Straße 11 (Standort)                                      | Wohnhaus                                      | Giebelständiger zweigeschossiger Satteldachbau mit verputztem Fachwerkobergeschoss, im Kern wohl 17. Jahrhundert, massiver Erdgeschossausbau 19. Jahrhundert | D-6-76-112-45 Wikidata | Wohnhaus                                      |
| Amorsbrunn Am Mittler’n Floß; Otterbach; an der Straße nach Amorbach (Standort) | Sandstein                                     | 1862 | D-6-76-112-84 Wikidata | BW                                            |